# کاتائو، پورتوریکو
کاتائو (به انگلیسی: Cataño) یک منطقهٔ مسکونی در ایالات متحده آمریکا است که در پورتوریکو واقع شده‌است.
 کاتائو ۱۸٫۲۳ کیلومتر مربع مساحت و ۲۸٬۱۴۰ نفر جمعیت دارد.